# Thomas Bauer-Friedrich
Thomas Bauer-Friedrich (* 1976 in Dessau) ist ein deutscher Kunsthistoriker und Kurator und seit 2014 Direktor des Kunstmuseums Moritzburg Halle (Saale).
Bauer-Friedrich studierte Kunstgeschichte und Germanistik an der Universität Leipzig und arbeitete bereits während seines Studiums für das Stadtgeschichtliche Museum Leipzig. Nach seinem Studium arbeitete er in der Besucherbetreuung der Stiftung Bauhaus Dessau und wirkte an einer Ausstellung zum Thema Bauhausstil mit. Im Anschluss war er nach London übergesiedelt und arbeitete u. a. für die Tom Blau Gallery und Kazzum Arts Projects. Seit 2004 arbeitete er für die Kunstsammlungen Chemnitz und war dort für das neu gegründete Museum Gunzenhauser zuständig. Von 2007 bis 2014 war er dessen Kurator und wissenschaftlicher Leiter und verantwortete in dieser Funktion Ausstellungen u. a. zu Otto Dix, Conrad Felixmüller, Helmut Kolle, Gabriele Münter und Alexej von Jawlensky. 2014 übernahm er die Stelle des Direktors des Kunstmuseums Moritzburg Halle (Saale), des Kunstmuseums des Landes Sachsen-Anhalt, und ist Nachfolger von Michael Freitag, der als Direktor an das Museum Lyonel Feininger nach Quedlinburg wechselte. Seit 2020 ist er als „Direktor Kunstmuseen“ der Kulturstiftung Sachsen-Anhalt sowohl für das Landeskunstmuseum Sachsen-Anhalts in der Moritzburg in Halle (Saale) als auch für das Museum Lyonel Feininger in Quedlinburg zuständig.
Unter Bauer-Friedrichs Leitung wurde 2017/18 mit dem Titel "Wege der Moderne" erstmals eine umfassende Sammlungspräsentation zur Kunst des 20. Jahrhunderts eingerichtet, die drei Besonderheiten aufweist: Zum einen wird die Kunst nicht in Stilrichtungen gruppiert gezeigt, sondern zusammengefasst das, was vor dem Hintergrund derselben kulturpolitischen Rahmenbedingungen entstand. Entsprechend gliedert sich das 20. Jahrhundert in vier Abschnitte: Kunst im Kaiserreich, Kunst in der Weimarer Republik, Kunst im Nationalsozialismus und Kunst in der SBZ/DDR. Zum zweiten war das Kunstmuseum Moritzburg Halle (Saale) 2017 nach der Pinakothek der Moderne in München damit erst das zweite Museum, das in seiner permanenten Sammlungspräsentation offensiv und transparent die Kunst- und Museumsgeschichte zwischen 1933 und 1945 thematisiert – sowohl das Fortwirken der Moderne als auch das Entstehen nationalsozialistischer Kunst. Zum dritten war das Museum 2018 eines der ersten in Ostdeutschland, das sich zu seiner regionalen Verortung und Vergangenheit bekannte und eine permanente Präsentation zur Kunst in der ehemaligen DDR eröffnete – parallel zum zweiten deutschen Bilderstreit in Dresden, wo zeitgleich das Nicht-Zeigen der ostdeutschen Kunst Auslöser einer großen Debatte war. Seither initiierte Bauer-Friedrich als Direktor des Landeskunstmuseums Sachsen-Anhalt zahlreiche Forschungs- und Ausstellungsprojekte zur ostdeutschen Kunst und kuratierte diese zum Teil selbst bzw. in Zusammenarbeit mit dem Dresdner Kunsthistoriker Paul Kaiser sowie weiteren Experten auf diesem Gebiet. Viel Aufsehen erregte die von ihm initiierte erste Retrospektive zum Werk von Willi Sitte im wiedervereinten Deutschland. Im Rahmen des Forschungs- und Ausstellungsprojekts "Halle am Meer" fand in Zusammenarbeit mit der Ostdeutschen Sparkassenstiftung und dem Dresdner Institut für Kulturstudien die Tagung "Ostdeutsche Kunst: Bestandsaufnahme und Perspektiven" statt, die mit mehr als 250 Teilnehmenden die bis dato erfolgreichste Netzwerkveranstaltung zu diesem Thema war.
Seit 2013 ist er Mitglied des Wissenschaftlichen Beirats des Alexej-von-Jawlensky-Archivs in Locarno. 2015 bis 2021 war er Mitglied im Kuratorium der Willi-Sitte-Stiftung für realistische Kunst. Seit 2022 ist er Mitglied des Stiftungsrats der Stiftung Kunstmuseum Ahrenshoop, des Wissenschaftlichen Beirats des Thüringer Museums Eisenach sowie des Kuratoriums der SYN Stiftung in Halle (Saale).

## Ausstellungen mit Katalogen (Auswahl)
Gabriele Münter. Gemälde, Hinterglasmalerei, Arbeiten auf Papier, Kunstsammlungen Chemnitz-Museum Gunzenhauser, 2.11.2008-3.05.2009, mit Katalog ISBN 978-3-86678-216-7
Helmut Kolle. Ein Deutscher in Paris, Kunstsammlungen Chemnitz-Museum Gunzenhauser, 7.11.2010-1.05.2011, mit Katalog ISBN 978-3-938832-73-8
Otto Dix in Chemnitz, Kunstsammlungen Chemnitz-Museum Gunzenhauser, 13.11.2011-15.04.2012, mit Katalog ISBN 978-3-7774-4921-0
Otto Dix, Kunstsammlungen Chemnitz-Museum Gunzenhauser, 20.05.-27.10.2012, mit Katalog ISBN 978-3-86678-565-6
Conrad Felixmüller. Zwischen Kunst und Politik, Kunstsammlungen Chemnitz-Museum Gunzenhauser, 25.11.2012-07.04.2013, mit Katalog ISBN 978-3-86832-140-1
Sezessionisten, Kunstsammlungen Chemnitz-Museum Gunzenhauser, 5.05.-17.11.2013, mit Katalog ISBN 978-3-86678-845-9
Jawlensky. Neu gesehen, Kunstsammlungen Chemnitz-Museum Gunzenhauser, 8.12.2013-4.05.2014, ISBN 978-3-95498-059-8
Sehen mit geschlossenen Augen. Alexej von Jawlensky | Georges Rouault, gemeinsam mit Angelika Affentranger-Kirchrath, Kunstmuseum Moritzburg Halle (Saale), 19.03.-25.06.2017, mit Katalog ISBN 978-3-7319-0474-8
Bauhaus Meister Moderne. Das Comeback, gemeinsam mit Anke Dornbach und Susanna Köller, Kunstmuseum Moritzburg Halle (Saale), 29.09.2019-12.01.2020, mit Katalog ISBN 978-3-86502-432-9
Karl Lagerfeld. Fotografie. Die Retrospektive, gemeinsam mit Gerhard Steidl, Kunstmuseum Moritzburg Halle (Saale), 8.03.2020-12.02.2021, mit Katalog ISBN 978-3-95829-743-2
Sittes Welt: Willi Sitte. Die Retrospektive, gemeinsam mit Paul Kaiser unter Mitwirkung von Eckhart Gillen und Dorit Litt, Kunstmuseum Moritzburg Halle (Saale), 8.03.2020-12.02.2021, mit Katalog ISBN 978-3-86502-467-1
Anna Franziska Schwarzbach, Kunstmuseum Moritzburg Halle (Saale), 9.04.-28.08.2022, mit Katalog ISBN 978-3-95498-683-5
Battle:Reloaded. Margret Eicher: Medientapisserien, Kunstmuseum Moritzburg Halle (Saale), 1.10.2022-8.01.2023, mit Katalog ISBN 978-3-86832-733-5
Ich bin Du! Doris Ziegler: Malerei, Kunstmuseum Moritzburg Halle (Saale), 26.02.-21.05.2023, mit Katalog ISBN 978-3-00-066335-2
Der andere Picasso: Zurück zu den Ursprüngen. Keramische Arbeiten und Werke auf Papier, Kunstmuseum Moritzburg Halle (Saale), 26.02.-21.05.2023, mit Katalog ISBN 978-3-96502-027-6
Halle am Meer. Strandzone und Naturidyll. Ahrenshoop 1945-2023, Kunstmuseum Moritzburg Halle (Saale), 24.06.-17.09.2023, mit Katalog ISBN 978-3-7319-1348-1
Projekte zur Bestätigung des Neuen | Proun. Andreas Rost & El Lissitzky, Kunstmuseum Moritzburg Halle (Saale), 1.12.2023-14.01.2024, mit Katalog ISBN 978-3-948546-16-8
It's all about collecting ... Expressionismus | Museum | Kolonialismus, Kunstmuseum Moritzburg Halle (Saale), 17.03.-23.06.2024, mit Katalog ISBN 978-3-7319-1259-0
"Wirklich, ich lebe in finsteren Zeiten!" Sandra del Pilar: Malerei, Kunstmuseum Moritzburg Halle (Saale), 21.07.-13.10.2024, mit Katalog ISBN 978-3-86502-535-7

## Monografien
Das Porträtwerk Adam Friedrich Oesers (1717-1799). Ein Beispiel der Selbstverortung eines Künstlers in einer sich ausdifferenzierenden Gesellschaft, Weimar 2005, ISBN 978-3-89739-373-8
Simone Distler, Dresden 2017, ISBN 978-3-95498-283-7
Willi Sitte. Künstler und Funktionär. Eine biografische Recherche, gemeinsam mit Paul Kaiser, Leitzkau 2021, ISBN 978-3-96502-021-4